# Prêmio Rosenstiel
O Prêmio Rosenstiel (em inglês:  Lewis S. Rosenstiel Award) for Distinguished Work in Basic Medical Research é um prêmio anual de ciências concedido pela Lewis Solon Rosenstiel em nome da Universidade Brandeis.
Dos 86 recipientes 26 receberam depois um Nobel de Fisiologia ou Medicina e oito um Nobel de Química (situação em 2013).

## Laureados[1]
- 1971 David Hubel (1981 Nobel de Fisiologia ou Medicina), Torsten Wiesel (1981 Nobel de Fisiologia ou Medicina)
- 1972 Boris Ephrussi
- 1973 Howard Ronald Kaback, Saul Roseman
- 1974 Arthur Beck Pardee, Harold Edwin Umbarger
- 1975 Bruce Ames, James A. Miller, Elizabeth Cavert Miller
- 1976 Peter Mitchell (1978 Nobel de Química)
- 1977 Barbara McClintock (1983 Nobel de Fisiologia ou Medicina)
- 1978 César Milstein (1984 Nobel de Fisiologia ou Medicina)
- 1979 Howard Green, Beatrice Mintz
- 1980 Elias James Corey (1990 Nobel de Química), Bengt Samuelsson (1982 Nobel de Fisiologia ou Medicina), Bengt Samuelsson
- 1981 Stanley Cohen (1986 Nobel de Fisiologia ou Medicina), Rita Levi-Montalcini (1986 Nobel de Fisiologia ou Medicina), Gordon Hisashi Sato
- 1982 Keith Roberts Porter, Alexander Rich
- 1983 Eric Kandel (2000 Nobel de Fisiologia ou Medicina), Daniel Edward Koshland
- 1984 Donald David Brown, Robert Lewis Letsinger
- 1985 Seymour Benzer, Sydney Brenner (2002 Nobel de Fisiologia ou Medicina)
- 1986 Harland Goff Wood
- 1987 Shinya Inoué
- 1988 Sidney Altman (1989 Nobel de Química), Thomas Cech (1989 Nobel de Química)
- 1989 Christiane Nüsslein-Volhard (1995 Nobel de Fisiologia ou Medicina), Edward Lewis (1995 Nobel de Fisiologia ou Medicina)
- 1990 Richard Henderson, Nigel Unwin
- 1991 David Botstein, Raymond Leslie White, Ronald Wayne Davis
- 1992 Paul Nurse (2001 Nobel de Fisiologia ou Medicina), Leland Hartwell (2001 Nobel de Fisiologia ou Medicina)
- 1993 James Rothman (2013 Nobel de Fisiologia ou Medicina), Randy Schekman (2013 Nobel de Fisiologia ou Medicina)
- 1994 Robert Gayle Roeder, Robert Tjian
- 1995 Thomas Dean Pollard, James Spudich
- 1996 Richard Axel (2004 Nobel de Fisiologia ou Medicina), Linda Buck (2004 Nobel de Fisiologia ou Medicina), Albert James Hudspeth
- 1997 Robert Horvitz (2002 Nobel de Fisiologia ou Medicina), John Sulston (2002 Nobel de Fisiologia ou Medicina)
- 1998 Elizabeth Blackburn (2009 Nobel de Fisiologia ou Medicina), Carol Greider (2009 Nobel de Fisiologia ou Medicina)
- 1999 Roderick MacKinnon (2003 Nobel de Química)
- 2000 Peter Bartlett Moore, Harry Noller, Thomas Steitz (2009 Nobel de Química)
- 2001 Joan Steitz
- 2002 Ira Herskowitz
- 2003 Masakazu Konishi, Peter Marler, Fernando Nottebohm
- 2004 Andrew Fire (2006 Nobel de Fisiologia ou Medicina), Craig Mello (2006 Nobel de Fisiologia ou Medicina), Victor Ambros, Gary Ruvkun
- 2005 Martin Chalfie (2008 Nobel de Química), Roger Tsien (2008 Nobel de Química)
- 2006 Mary Frances Lyon, Davor Solter, Azim Surani
- 2007 Franz-Ulrich Hartl, Arthur Horwich
- 2008 John Gurdon (2012 Nobel de Fisiologia ou Medicina), Irving Weissman, Shinya Yamanaka (2012 Nobel de Fisiologia ou Medicina)
- 2009 Jules Hoffmann (2011 Nobel de Fisiologia ou Medicina), Ruslan Medzhitov
- 2010 Charles David Allis, Michael Grunstein
- 2011 Nahum Sonenberg
- 2012 Stephen Joseph Elledge
- 2013 Watt Wetham Webb, David Tank, Winfried Denk[2]
- 2014 Frederick Alt
- 2015 Yoshinori Ohsumi
- 2016 Susan Lindquist (póstuma), em reconhecimento ao seu trabalho pioneiro sobre os mecanismos de dobramento de proteínas e as graves consequências do dobramento incorreto de proteínas que se manifestam na doença
- 2017 Titia de Lange
- 2018 Stephen Coplan Harrison
- 2019 David Julius, Ardem Patapoutian, por suas contribuições notáveis para a nossa compreensão das sensações de temperatura, dor e toque
- 2020 Katalin Karikó, Drew Weissman, por seu trabalho pioneiro na modificação de ácidos nucléicos para desenvolver RNA terapêutico e vacinas